# Brigada das Espadas do Direito
As Brigada das Espadas do Direito (em árabe: سرايا سيوف الحق, também traduzido como Brigada das Espadas da Verdade, Brigada das Espadas da Lei e Brigada Espadas da Retidão) é um grupo terrorista que sequestrou quatro ativistas pacifistas ocidentais no Iraque em 26 de novembro de 2005, assassinou um, Tom Fox, e manteve os três restantes em cativeiro até 22 de março de 2006, quando as forças da Coalizão invadiram o local onde os reféns estavam mantidos, no que ficou conhecido como a crise de reféns do Christian Peacemaker.
O grupo era desconhecido antes desse sequestro. No entanto, o Search for International Terrorist Entities Institute (SITE Institute), uma organização de pesquisa do terrorismo baseada nos Estados Unidos, declarou que encontrara vínculos entre as Brigada das Espadas do Direito e o Exército Islâmico no Iraque. 
Em 2006, os trabalhadores humanitários foram libertados, exceto por Tom Fox, um quaker norte-americano, que foi morto pelos sequestradores. Juntamente com Tom Fox, dois canadenses, James Loney e Harmet Singh Sooden, e o britânico Norman Kember também foram sequestrados. A liberação supostamente envolveu uma operação militar por unidades das forças de elite canadense JTF-2, os agentes britânicos da Special Air Service e das Forças de Operações Especiais dos Estados Unidos.
Os autores desses sequestros teriam sido presos em Novembro de 2006.